# 安徽巡撫衙門
安徽巡撫衙門，於清代康熙元年（1662年）以操江军务（所部十二营）归并两江总督，专设安徽巡抚，裁撤操江巡抚。安徽巡抚驻地在安庆府（今安徽省安慶市）。康熙六年（1667年），江南分省后，安徽巡抚与安徽布政使司辖区一致，安徽省亦在此后成型。乾隆时，亦或以安徽巡抚驻地称安庆省。

## 衙門駐地
衙门驻地最初在安庆府。咸豐三年（1853年），因太平軍攻佔安慶，省會遷到廬州（今安徽省合肥市），巡撫衙門隨遷。同治元年（1862年），巡撫衙門遷回安慶，直到清末。

## 機構設置
無固定的機構設置，也不設官員。 
衙門內一切保管及辦理文牘等事務，皆聘用書吏、承差辦理，有時也調用侯補佐雜官員及武辯臨時充任。據《清會典》記載，巡撫衙門內有書吏人員30名。這種情形直到清末。
光緒33年（1907年）七月，巡撫馮煦奏准在巡撫衙門內設幕職，佐理文牘，分科治事。具體設置為：秘書1人，助理秘書2人，參事7人，各科精簡者則1人兼兩科，其繁者酌設助理1人。繕寫文牘，稽核卷宗諸事，另設書記員若干人。還設有一個會議廳，按日分級會見各級官吏，商議重要政務。
宣統元年（1909年），巡撫朱家寶在巡撫衙門內設憲政考核處，處下設編制、審核兩科，選派文案委員中諳習法政各員兼司核辦。宣統二年（1910年），憲政考核處改名為憲政籌備處。
清末，屬巡撫直接管轄的機構有安徽督練公所和安徽憲政調查局。

### 安徽督練公所
光緒30年（1904年）八月，清廷令各省設立督練公所。光緒31年（1905年），巡撫誠勳在衙署中增設安徽督練公所。光緒33年（1907年）十一月，巡撫馮煦奏請暫裁督練公所，改為督辦處。光緒34年（1908年）七月，又奏請規復，嗣由護理巡撫沈曾植奏明，復設督練公所。
安徽督練公所負責管理全省新舊各軍及籌備糧餉、編練隊伍一切事宜，以及與軍隊有關的學堂局所等其他有直接或間接關係的各項事務。督練公所設督辦1人，由巡撫兼任；總參議2人，分別由布政使和按察使擔任；副參議1至2人，一般由補用道充任。
督練公所內分3處8科，其具體設置及職掌是：
- 兵備處：負責考核章制，既各營功過賞罰，籌備糧餉，軍械醫務等事略。下設搜討科，分管考核章制等事；執法科，分管功過賞罰等事，附屬憲兵學堂；經理科，分管籌運糧餉、軍械醫務等事，附屬籌餉局、軍械局、火藥局、製造局、官電局、德律風各處及醫院。
- 參謀處：負責調查策劃，並考查中外輿圖形勝等事略。下設運籌科，分管調度策劃等事；檢閱科，分管檢閱各軍利弊得失等事，附實地觀戰及考查中外輿圖形勝；測繪科，分管測繪中外輿圖形勝等事。
- 教練處：負責考查訓練兵隊，及審訂學堂課程事略。下設訓練科，分管審訂學堂課程等事，附監察要塞；教育科，分管審訂學堂課程等事，附陸軍各學堂及本處將校研究所。

以上3處，每處設總辦1人，稟承督辦之命，辦理該處事務；設幫辦1人，稟承總辦之命，協助總辦管理該處事務。3處下設有8科，每科設提調1人，管理本科工作。另設有正副文案、收發、核對、收支、差遣、清書等人，其人員數額視事務繁簡酌定。

### 安徽憲政調查局
光緒34年（1908年）三月開設，是專門辦理清廷憲政編查館應行調查的一切事件的機構，歸安徽巡撫主管。憲政調查局設總辦1人，綜理局務，由巡撫選派。政憲調查局的內部機構設置及職掌是：
- 法制科（下設3股）：第一股，掌調查全省一切民情、風俗，並所屬地方紳士辦事，以及民事、商事、訴訟事的各種習慣；第二股，掌調查本省巡撫許可權內的各項單行法及行政規章；第三股，掌調查本省行政之上沿習及其利弊。
- 統計科（下設3股）：第一股，掌屬於外交、民政、財政之統計；第二股，掌屬教育、軍政、司法之統計；第三股，掌屬實業、交通之統計。

以上2科 ，每科設科長1人，各股設管股委員1至3人，另設書記員若干人。
- 庶務處：掌一切雜務，由總辦選派委員2人辦理。

憲政調查局調查所得材料，按類編訂，呈由巡撫諮送憲政編查館。其統計事項，分送各主管部院。
宣統三年(1911年)，撤憲政調查局，所有事宜，轉交巡撫衙門辦理。

## 安徽巡撫一职
順治元年（1644年），設置鳳廬巡撫，駐淮安府，领淮安、扬州及凤阳、庐州4府及徐州；以操江巡撫防护长江中下游地方兼巡抚徽、宁、池、太、广地方事。順治六年裁，順治十六年複設，後改鳳陽巡撫。順治十八年，設安徽操江巡撫。康熙元年(1662年)，撤銷操江，所屬12營改隸兩江總督，始設安徽巡撫，駐安慶。康熙四年裁鳳陽巡撫，所屬廬州、鳳陽2個府，滁、和2個州歸併安徽巡撫管理。至此，安徽巡撫負責安徽全境巡撫事宜。
康熙时，安徽巡抚一职的全称是巡抚安、徽、宁、池、太、庐、凤、滁、和、广等处地方，提督军务。為從二品官（加兵部侍郎銜者為正二品官），按例兼都察院右副御史，是全省地方政務的最高長官。巡撫負責考察全省地方官吏，掌管全省關稅、漕政等，若有用兵，則督理糧餉。每次鄉試，按例由巡撫督試，武科則由巡撫主考。巡撫轄有直隸軍營，名為「撫標」。嘉慶八年（1803年），安徽巡撫加提督銜，可管轄全省軍隊。
宣統三年(1911年)，武昌起义爆发，安徽省从清廷独立，安徽省軍政府成立後，安徽巡撫被廢除。

## 歷任安徽巡撫
安庐池太巡撫
- 刘应宾 1645年—1646年
- 李棲凤 1646年—1646年
- 王懩   1647年—1646年
- 刘宏遇 1648年—1649年裁撤

操江巡抚改安徽巡撫
- 宜永贵 1661年—1646年
- 張朝珍 1661年—1667年，凤阳巡抚合并到安徽巡抚

| 歷任安徽巡撫一覽表 | 歷任安徽巡撫一覽表 | 歷任安徽巡撫一覽表                        | 歷任安徽巡撫一覽表                                                                   |
| 姓名               | 民族、籍贯         | 任職年代                                  | 備註                                                                                 |
| ------------------ | ------------------ | ----------------------------------------- | ------------------------------------------------------------------------------------ |
| 張朝珍             | 漢軍正藍旗         | 康熙六年（1667 年）～十年五月             |                                                                                      |
| 靳輔               | 漢軍鑲黃旗         | 康熙十年六月～十六年二月                  |                                                                                      |
| 徐國相             | 漢軍正白旗         | 康熙十六年三月～二十三年正月              |                                                                                      |
| 薛柱斗             | 漢                 | 康熙二十三年十月～二十六年五月            |                                                                                      |
| 楊素蘊             | 漢                 | 康熙二十六年六月～二十七年十月            |                                                                                      |
| 江有良             | 漢軍正白旗         | 康熙二十七年十月～三十一年十二月          |                                                                                      |
| 高承爵             | 漢軍鑲白旗         | 康熙三十二年正月～三十三年正月            |                                                                                      |
| 佟國佐             | 漢軍正藍旗         | 康熙三十三年二月～三十四年九月            |                                                                                      |
| 缐一信             | 漢軍正白旗         | 康熙三十四年九月～三十五年正月            |                                                                                      |
| 陳汝器             | 漢軍鑲紅旗         | 康熙三十五年正月～三十七年十一月          |                                                                                      |
| 李鈵               | 漢軍正黃旗         | 康熙三十七年十一月～三十九年五月          |                                                                                      |
| 高承爵             | 漢軍正藍旗         | 康熙三十九年五月～四十年十月              |                                                                                      |
| 喻成龍             | 漢軍正藍旗         | 康熙四十年十二月～四十二年四月            |                                                                                      |
| 劉光美             | 漢軍正紅旗         | 康熙四十二年五月～四十八年九月            |                                                                                      |
| 叶九思             | 漢軍鑲藍旗         | 康熙四十八年九月～五十年七月              |                                                                                      |
| 梁世勋             | 漢                 | 康熙五十年八月～五十五年十月              |                                                                                      |
| 李成龍             | 漢軍正紅旗         | 康熙五十五年十月～雍正三年八月            |                                                                                      |
| 魏廷珍             | 漢                 | 雍正三年（1725 年）八月～八年五月         |                                                                                      |
| 程元章             | 漢                 | 雍正八年五月～十年七月                    |                                                                                      |
| 徐本               | 漢                 | 雍正十年七月～十一年十二月                |                                                                                      |
| 王紘               | 漢                 | 雍正十一年十二月～十二年十月              |                                                                                      |
| 趙國麟             | 漢                 | 雍正十二年十月～乾隆三年四月              |                                                                                      |
| 孫國璽             | 漢軍正白旗         | 乾隆三年（1738 年）四月～四年十一月       |                                                                                      |
| 陳大受             | 漢                 | 乾隆四年十一月～六年六月                  |                                                                                      |
| 張楷               | 漢                 | 軍正藍旗乾隆六年六月～七年十二月          |                                                                                      |
| 喀爾吉善           | 滿                 | 乾隆七年十二月～八年三月                  |                                                                                      |
| 范璨               | 漢                 | 乾隆八年三月～九年六月                    |                                                                                      |
| 准泰               | 滿                 | 乾隆九年六月～十年四月                    |                                                                                      |
| 魏國定             | 漢                 | 乾隆十年四月～十一年五月                  |                                                                                      |
| 潘思榘             | 漢                 | 乾隆十一年五月～十二年九月                |                                                                                      |
| 納敏               | 滿                 | 乾隆十二年九月～十四年四月                |                                                                                      |
| 衛哲治             | 漢                 | 乾隆十四年四月～十二月                    |                                                                                      |
| 圖爾炳阿           | 滿                 | 乾隆十四年十二月～十五年七月              |                                                                                      |
| 衛哲治             | 漢                 | 乾隆十五年七月～十一月                    |                                                                                      |
| 定長               | 滿                 | 乾隆十五年十一月～十六年二月              |                                                                                      |
| 衛哲治             | 漢                 | 乾隆十六年二月乾隆～三月                  |                                                                                      |
| 張師載             | 漢                 | 乾隆十六年三月～十八年八月                |                                                                                      |
| 衛哲治             | 漢                 | 乾隆十八年八月～十九年十月                |                                                                                      |
| 鄂樂舜             | 滿                 | 乾隆十九年十月～二十年十一月              |                                                                                      |
| 高晉               | 滿                 | 乾隆二十年十一月～二十六年三月            | 二十五年十二月常鈞署                                                                 |
| 托庸               | 滿                 | 乾隆二十六年三月～三十年十一月            |                                                                                      |
| 馮鈐               | 漢                 | 乾隆三十年十一月～三十四年二月            | 三十四年二月陳輝祖護                                                                 |
| 富尼漢             | 滿                 | 乾隆三十四年二月～十月                    |                                                                                      |
| 胡文伯             | 漢                 | 乾隆三十四年十月～三十五年七月            |                                                                                      |
| 裴宗錫             | 漢                 | 乾隆三十五年七月～四十年五月              |                                                                                      |
| 李質穎             | 漢軍正白旗         | 乾隆四十年五月～四十一年三月              |                                                                                      |
| 閔鶚元             | 漢                 | 乾隆四十一年三月～四十五年八月            |                                                                                      |
| 農起               | 滿                 | 乾隆四十五年八月～四十六年十二月          |                                                                                      |
| 譚尚忠             | 漢                 | 乾隆四十六年十二月～四十七年六月          |                                                                                      |
| 富躬               | 滿                 | 乾隆四十七年六月～四十九年六月            |                                                                                      |
| 書麟               | 滿                 | 乾隆四十九年六月～五十二年十一月          |                                                                                      |
| 陳用敷             | 漢                 | 乾隆五十二年十一月～五十四年十二月        |                                                                                      |
| 穆和藺             | 滿                 | 乾隆五十四年十二月～五十五年二月          |                                                                                      |
| 福崧               | 漢                 | 乾隆五十五年二月～四月                    | 二月康基田護                                                                         |
| 何裕城             | 漢                 | 乾隆五十五年四月～七月                    |                                                                                      |
| 朱珪               | 漢                 | 乾隆五十五年七月～五十九年五月            |                                                                                      |
| 陳用敷             | 漢                 | 乾隆五十九年五月～十月                    |                                                                                      |
| 惠齡               | 蒙                 | 乾隆五十九年十月～六十年四月              |                                                                                      |
| 費淳               | 漢                 | 乾隆六十年四月                            | 未到任                                                                               |
| 汪新               | 漢                 | 乾隆六十年五月～嘉慶元年六月              |                                                                                      |
| 張誠基             | 漢                 | 嘉慶元年（1796 年）六月～八月             |                                                                                      |
| 朱珪               | 漢                 | 嘉慶元年八月～四年正月                    |                                                                                      |
| 陳用敷             | 漢                 | 嘉慶四年正月～八月                        |                                                                                      |
| 荊道乾             | 漢                 | 嘉慶四年八月～六年十月                    |                                                                                      |
| 和甯               | 滿                 | 嘉慶六年十月～十一月                      |                                                                                      |
| 李殿圖             | 漢                 | 嘉慶六年十一月～十二月                    |                                                                                      |
| 王汝璧             | 漢                 | 嘉慶六年十二月～八年閏二月                |                                                                                      |
| 阿林保             | 滿                 | 嘉慶八年閏二月～十二月                    |                                                                                      |
| 王汝璧             | 漢                 | 嘉慶八年十二月～九年十二月                |                                                                                      |
| 長齡               | 蒙                 | 嘉慶九年十二月～十年十一月                |                                                                                      |
| 成甯               | 滿                 | 嘉慶十年十一月～十一年九月                |                                                                                      |
| 初彭齡             | 漢                 | 嘉慶十一年九月～十二年五月                |                                                                                      |
| 董教增             | 漢                 | 嘉慶十二年五月～十五年三月                |                                                                                      |
| 廣厚               | 滿                 | 嘉慶十五年三月～十六年七月                |                                                                                      |
| 錢楷               | 漢                 | 嘉慶十六年七月～十七年八月                |                                                                                      |
| 胡克家             | 漢                 | 嘉慶十七年八月～二十一年四月              |                                                                                      |
| 康紹鏞             | 漢                 | 嘉慶二十一年四月～二十四年閏四月          |                                                                                      |
| 姚祖同             | 漢                 | 嘉慶二十四年閏四月～二十五年四月          |                                                                                      |
| 吳邦慶             | 漢                 | 嘉慶二十五年四月～十二月                  |                                                                                      |
| 李鴻賓             | 漢                 | 嘉慶二十五年十二月～道光元年六月          |                                                                                      |
| 孫爾准             | 漢                 | 道光元年（1821 年）六月～八月             |                                                                                      |
| 張師誠             | 漢                 | 道光元年八月～十月                        |                                                                                      |
| 孫爾准             | 漢                 | 道光元年十月～三年正月                    |                                                                                      |
| 陶澍               | 漢                 | 道光三年正月～五年五月                    |                                                                                      |
| 張師誠             | 漢                 | 道光五年五月～六年四月                    |                                                                                      |
| 鄧廷楨             | 漢                 | 道光六年四月～十五年八月                  |                                                                                      |
| 色卜星額           | 蒙                 | 道光十五年八月～十九年十一月              |                                                                                      |
| 程楙采             | 漢                 | 道光十九年十一月～二十三年十一月          |                                                                                      |
| 王植               | 漢                 | 道光二十三年十一月～咸豐元年五月          |                                                                                      |
| 蔣文慶             | 漢軍正白旗         | 咸豐元年（1851 年）五月～三年正月         |                                                                                      |
| 周天爵             | 漢                 | 咸豐三年正月～二月                        |                                                                                      |
| 李嘉端             | 漢                 | 咸豐三年二月～九月                        |                                                                                      |
| 劉裕               | 漢                 | 咸豐三年九月署                            |                                                                                      |
| 江忠源             | 漢                 | 咸豐三年九月～十二月                      |                                                                                      |
| 福濟               | 滿                 | 咸豐三年十二月～八年元月                  | 六年六月畢承昭署                                                                     |
| 翁同書             | 漢                 | 咸豐八年六月～十一年正月                  | 八年七月李孟群署                                                                     |
| 李續宜             | 漢                 | 咸豐十一年正月～八月                      | 未任，賈臻署                                                                         |
| 彭玉               | 漢                 | 咸豐十一年九月～十二月                    | 未任                                                                                 |
| 李續宜             | 漢                 | 同治元年（1862 年）七月～同治二年四月     | 同年八月唐訓方署                                                                     |
| 唐訓方             | 漢                 | 同治二年四月～十月                        |                                                                                      |
| 喬松年             | 漢                 | 同治二年十月～五年八月                    |                                                                                      |
| 英翰               | 滿                 | 同治五年八月～十三年九月                  | 六年十一月張兆棟護 七年正月至八年三月吳坤修護                                        |
| 吳元炳             | 漢                 | 同治十三年九月                            |                                                                                      |
| 裕祿               | 滿                 | 同治十三年九月～光緒十年六月              | 光緒十年（1884 年）六月盧士傑護                                                      |
| 吳元炳             | 漢                 | 光緒十一年二月～十二年五月                | 十二年五月張端卿護                                                                   |
| 陳彝               | 漢                 | 光緒十二年五月～十四年十月                | 同年八月阿克達春護                                                                   |
| 沈秉成             | 漢                 | 光緒十四年十月～二十年四月                | 十六年十月阿克達春護 二十年四月德壽暫署                                              |
| 李秉衡             | 漢                 | 光緒二十年四月～七月                      |                                                                                      |
| 福 潤              | 蒙                 | 光緒二十年七月～二十二年七月              |                                                                                      |
| 鄧華熙             | 漢                 | 光緒二十二年七月～二十五年十月            |                                                                                      |
| 王之春             | 漢                 | 光緒二十五年十月～二十七年十月            |                                                                                      |
| 聶緝規             | 漢                 | 光緒二十七年十月～二十九年八月            | 二十八年九月改任浙江巡撫 因安徽新任巡撫饒應祺、誠勳未到，仍留任 二十九年三月，聯魁護 |
| 誠 勳              | 滿                 | 光緒二十九年八月～三十二年二月            |                                                                                      |
| 恩 銘              | 滿                 | 光緒三十二年二月～三十三年五月            |                                                                                      |
| 馮 煦              | 漢                 | 光緒三十三年五月～三十四年五月            |                                                                                      |
| 朱家寶             | 漢                 | 光緒三十四年六月～宣統三年（1911 年）九月 | 該年六月繼昌護 八月沈曾植護。                                                        |

### 引用
1. 1 2 3  侯杨方. . 历史地理 (上海市: 上海人民出版社). 2008, (2008年第1期): 88–92. （原始内容存档于2021-03-03） （简体中文）. 三、“安庆省”的名称来源及“分省”问题……根据康熙二十七年（1688年）坐名敕谕：“都察院右副都御史江有良，巡抚安、徽、宁、池、太、庐、凤、滁、和、广等处地方，提督军务，驻劄安庆府”，可见安徽巡抚辖区与安徽布政使司辖区完全一致，即通称的安徽省，它的名称来源即为安徽布政使司和安徽巡抚。从安徽巡抚的坐名敕谕可知，“安徽巡抚”并非正式的官职名称，巡抚在敕谕中实际上是动词，取其辖区排名第一、第二的两个地方的首字通称为“安徽巡抚，其辖区因此也通称为“安徽”。由于安徽巡抚并非正式的官称，在清朝的正式官方文件中也以其驻地称之为“安庆巡抚”。
2. ↑  《安徽省志·人大政府政協志》引自錢實甫《清代職官年表》，中華書局1980 年版《清史稿》，中華書局標點本《（光緒）重修安徽通志》。